# Milton (Staffordshire)
Milton – osada w Anglii, w Staffordshire, w dystrykcie (unitary authority) Stoke-on-Trent. Leży 5,6 km od miasta Stoke-on-Trent, 27,2 km od miasta Stafford i 221,2 km od Londynu. W 1921 roku civil parish liczyła 2748 mieszkańców.